# Alció de les Talaud
L'alció de les Talaud (Todiramphus enigma) és una espècie d'ocell de la família dels alcedínids (Alcedinidae) que habita els boscos de les illes Talaud, al nord-est de Sulawesi.